# Tour de Bohemia
El Tour de Bohemia (oficialmente: Bohemia Tour) fue una carrera ciclista por etapas checa que se disputaba en la región de Bohemia. 
Se creó en el 1968 como carrera amateur cuando aún pertenecía a Checoslovaquia. Ya en el año 2000 subió al profesionalismo dentro de la categoría 2.5 (última categoría del profesionalismo) y sus dos últimas ediciones fueron de categoría superior, 2.3, en parte gracias al patrocinio de la empresa de hormigón celular Ytong, llegándose a llamar durante esos dos años oficialmente Ytong Bohemia Tour.
El número de etapas se fue reduciendo paulatinamente teniendo hasta cinco más prólogos en sus primeras ediciones hasta solamente dos en la última.

## Palmarés
En amarillo: edición amateur.
| Año                | Ganador                 | Segundo                 | Tercero                 |
| Bohemia Tour       |                         |                         |                         |
| ------------------ | ----------------------- | ----------------------- | ----------------------- |
| 1968               | Bretislaw Soucek        | Alex Svoboda            | Jiri Prchal             |
| 1969               | Miloš Hrazdíra          | Jindrich Marek          | Jiri Prchal             |
| 1970               | Rudolph Labus           | Petr Matousek           | Miloš Hrazdíra          |
| 1971               | Jan Smolík              | Rudolph Labus           | Jiri Mainus             |
| 1972               | Miloš Hrazdíra          | Jiri Prchal             | Vlastimil Moravec       |
| 1973               | Jiri Bartolsic          | Rudolph Labus           | Lubomir Zajac           |
| 1974               | Jiri Bartolsic          | Jiri Prchal             | Michal Klasa            |
| 1975               | Vlastimil Moravec       | Petr Bucháček           | Jiri Prchal             |
| 1976               | Zdenek Janda            | Jiri Prchal             | Jaroslav Poslusny       |
| 1977               | Bernd Drogan            | Jiří Škoda              | Petr Matousek           |
| 1978               | Jiří Škoda              | Ladislav Ferebauer      | Luder Mraz              |
| 1979               | Ladislav Ferebauer      | Jiri Bartolsic          | Ladislav Foldina        |
| 1980               | Ladislav Ferebauer      | Henke Svatopluk         | Ludek Kubias            |
| 1981               | Miroslav Sýkora         | Jiri Bartolsic          | Martin Göetze           |
| 1982               | Miroslav Sýkora         | Ladislav Ferebauer      | Jozef Regec             |
| 1983               | Miroslav Sýkora         | Jiří Škoda              | Miloš Hrazdíra          |
| 1984               | Lubomir Burda           | Hardy Groeger           | Olaf Ludwig             |
| 1985               | Miroslav Sýkora         | Jiří Škoda              | Jan Posipenka           |
| 1986               | Otakar Fiala            | Vladimir Kozarek        | Jiri Traznivek          |
| 1987               | Vaclav Toman            | Ludvik Styks            | Miroslav Vasicek        |
| 1988               | Miroslav Vasicek        | Stephan Gottschling     | Radovan Fořt            |
| 1989               | Éric Pichon             | Otakar Fiala            | Jan Jesiak              |
| 1990               | Roman Kreuziger         | Ludek Styks             | Pavel Padrnos           |
| 1991               | Vaclav Toman            | Otakar Fiala            | Vladimir Svehlik        |
| 1992               | Tomas Velecky           | Pavol Zabudan           | Pavel Camrda            |
| 1993               | Jan Ullrich             | Jorn Reuss              | Alex Kaltenhuber        |
| 1994               | Pavel Padrnos           | František Trkal         | Alex Kaltenhuber        |
| 1995               | Vladimir Svehlik        | Heiko Latocha           | Slavomir Heger          |
| 1996-1997          | ediciones no realizadas | ediciones no realizadas | ediciones no realizadas |
| 1998               | Ondřej Sosenka          | Milan Kadlec            | René Andrle             |
| 1999               | Jaroslav Bílek          | Jan Bratkowski          | Miroslav Kejval         |
| 2000               | Ondřej Sosenka          | Milan Kadlec            | Valter Bonca            |
| 2001               | Ondřej Sosenka          | Milan Kadlec            | Michal Hrazdíra         |
| Ytong Bohemia Tour |                         |                         |                         |
| 2002               | Milan Kadlec            | Michal Kalenda          | Timo Scholz             |
| 2003               | Zbigniew Piątek         | Ralf Grabsch            | Peter Renang            |
| 2004               | Lubor Tesař             | Jan Falynec             | Milan Kadlec            |

## Palmarés por países
| País                             | Victorias |
| -------------------------------- | --------- |
| Checoslovaquia y República Checa | 31        |
| Alemania                         | 2         |
| Francia                          | 1         |
| Polonia                          | 1         |